# Writing's on the Wall
Ne doit pas être confondu avec The Writing's on the Wall.
Singles de Sam Smith
Omen
(2015)
Chansons de James Bond
Skyfall
(2012) No Time to Die
(2020)
Writing's on the Wall est une chanson du chanteur britannique Sam Smith. C'est la chanson du générique d'entrée du 24e film de James Bond, 007 Spectre. La chanson n'apparaît cependant qu'en version instrumentale sur l'album de la bande originale. Elle obtient notamment l'Oscar de la meilleure chanson originale.

## Historique
La chanson est coécrite par Sam Smith et Jimmy Napes. Le chanteur explique le morceau lui est venu assez rapidement en une seule session. Lui et Jimmy Napes l'écrivent en moins d'une demi-heure et enregistrent rapidement une démo. Lorsqu'ils écoutent cet enregistrement, ils sont si satisfaits par la performance vocale qu'ils ne rajoutent que quelques effets supplémentaires. Le 8 septembre 2015, Sam Smith annonce qu'il chantera la chanson du prochain James Bond, Spectre.  
Sam Smith est le premier artiste britannique solo masculin à chanter un thème de James Bond depuis 1965, et Tom Jones et son Thunderball pour le film Opération Tonnerre. 
Duran Duran (A View to a Kill), ont eux aussi chanté pour la franchise cinématographique.

## Liste des titres
| 1. | Writing's on the Wall | 4:38 |

| 1. | Writing's on the Wall                 | 4:38 |
| 2. | Writing's on the Wall (instrumentale) | 4:38 |

## Historique de sortie
| Pays / région | Date              | Format         | Label   |
| ------------- | ----------------- | -------------- | ------- |
| Mondial       | 25 septembre 2015 | Téléchargement | Capitol |
| Royaume-Uni   | 23 octobre 2015   | CD single      | Capitol |
| Royaume-Uni   | 7 novembre 2015   | vinyle 7"      | Capitol |